# Regieeinheit
| Fachdienst            | Anteil (%) | Anzahl |
| --------------------- | ---------- | ------ |
| Führung               | 60         | 901    |
| ABC-Dienst            | 36         | 87     |
| Bergungsdienst        | 1          | 8      |
| Betreuungsdienst      | 40         | 83     |
| Brandschutzdienst     | 3          | 35     |
| Fernmeldedienst       | 66         | 367    |
| Instandsetzungsdienst | 0          | 0      |
| Sanitätsdienst        | 4          | 25     |
| Versorgungsdienst     | 15         | 272    |
| Veterinärdienst       | 100        | 76     |
| Gesamt                | 26         | 1854   |

Regieeinheiten sind Einheiten des deutschen Zivil- und Katastrophenschutzes, die durch die unteren Katastrophenschutzbehörden der Kreise und kreisfreien Städte sowie früher auch durch die Warnämter des Bundes selbst aufgestellt werden (Regiebetrieb der Kreise und Städte). Sie übernehmen Aufgaben, die von den Katastrophenschutzeinheiten der Hilfsorganisationen, der Feuerwehren und des Technischen Hilfswerkes örtlich nicht übernommen werden.

## Geschichte
Vor der Neuorganisation des Katastrophenschutzes Mitte der 1990er Jahre war etwa ein Viertel der Einheiten des erweiterten Katastrophenschutzes in der Regie der Kreisverwaltungsbehörden organisiert. Regieeinheiten waren in allen Fachdiensten, besonders in der Führung, im Fernmeldedienst, im ABC-Dienst und im Betreuungsdienst vertreten. Der Veterinärdienst wurde ausschließlich von Regieeinheiten geleistet. Lediglich im Instandsetzungsdienst, der vollständig vom Technischen Hilfswerk getragen war, waren keine Regieeinheiten aufgestellt. Neben der Arbeit in den Katastrophenschutz-Fachdiensten wurden folgende Aufgaben im Zivil- und Katastrophenschutz durch Regieeinheiten wahrgenommen: ABC-Melde- und Auswerte-Stelle (AMASt), Beobachtungs- und ABC-Meßstelle (BAMSt), Schutzraumbetriebsdienst (SRBD), Warndienst (WD, gemeinsam mit Hauptamtlichen des Bundesamtes für Zivilschutz). Mit der Neuorganisation des Katastrophenschutzes wurden viele Regieeinheiten aufgelöst oder anderen Organisationen zugeschlagen.

## Derzeitige Stellung
Vor allem in Einheiten der Führung, des Veterinärdienstes und des ABC-Schutzes, aber auch in anderen Fachdiensten, sind Regieeinheiten in den meisten Bundesländern weiterhin aufgestellt. Auch die bayerischen Unterstützungsgruppen Örtliche Einsatzleitung (UG ÖEL), die jeder Landkreis und jede kreisfreie Stadt unterhalten, sind aufgrund ihrer Trägerschaft Regieeinheiten, auch wenn sich deren Helfer vielerorts aus anderen Katastrophenschutz-Organisationen rekrutieren.
Ein wesentlicher Unterschied der Regieeinheiten zu den anderen Organisationen des deutschen Katastrophenschutzes ist die Ausbildung der Einsatzkräfte unmittelbar in ihrer jeweiligen Aufgabe, ohne das Erfordernis einer vorhergehenden allgemeinen Grundausbildung. Auf diese Weise sollen auch besonders qualifizierte Fachkräfte für eine ehrenamtliche Tätigkeit im Katastrophenschutz gewonnen werden.
Die Interessen der Helfer in den Regieeinheiten werden seit 1985 vom Verband der Arbeitsgemeinschaften der Helfer in den Regieeinheiten und -einrichtungen des Katastrophenschutzes in der Bundesrepublik Deutschland e. V. (ARKAT) vertreten.

## Rechtsgrundlage
Die Aufstellung von Regieeinheiten ist in den Katastrophenschutz-, Brandschutz- und Hilfeleistungsgesetzen der Bundesländer geregelt. Dort ist in der Regel in etwa Folgendes bestimmt:

„Kreisfreie Städte und Kreise können Einheiten aufstellen, soweit hierfür ein Bedarf besteht und Hilfsorganisationen zur Aufstellung und Unterhaltung der zur Erfüllung der Aufgaben erforderlichen Einheiten nicht bereit oder in der Lage sind.“

In den Katastrophenschutzgesetzen mancher Bundesländer werden Regieeinheiten nicht ausdrücklich genannt, jedoch die Aufstellung von Einheiten durch die Kreisverwaltungsbehörden zugelassen.